# Love You
Love You (também conhecido como The Beach Boys Love You)  é o vigésimo primeiro álbum de estúdio da banda de rock norte-americana The Beach Boys, lançado em 1977.
Quase inteiramente escrito e realizado por Brian Wilson, acentuadamente, divide opiniões dos críticos de então e de agora. Alguns acham que este registro é o verdadeiro retorno de Wilson nos anos 1970. Outros acham que marca o ponto em que Brian aparentemente perdeu a capacidade de produzir e cantar em um nível profissional. O crítico Robert Christgau, deu ao álbum um A, sua melhor avaliação a um disco do The Beach Boys desde Sunflower, de 1970.
Love You alcançou # 53 nos Estados Unidos por 7 semanas e # 28 no Reino Unido.
Love You agora está emparelhado em CD com 15 Big Ones.

## História
Um pop-rock cheio de canções recentes de Brian Wilson, Love You tem um som único e distinto. Foi durante a gravação do álbum que Brian fez sua desajeitada aparição ao vivo no Saturday Night Live, em 27 de novembro de 1976, cantando "Love Is a Woman" pela primeira vez. O álbum em si quase foi lançado como um disco solo de Brian Wilson, que se chamaria Brian Loves You.
Muitas das músicas contidas no álbum têm temas muito infantis ("Roller Skating Child", "Airplane", e "Solar System" são exemplos disso) e evocam uma sensação de melancolia, quando se considera que essas canções ingênuas foram criadas e executadas por um homem que tinha regredido a uma criança, como resultado do abuso de drogas e emocional afetado.
Nem todas as canções são rigorosamente novas, algumas tendo sido escritas durante o período de 15 Big Ones. "Good Time" foi escrita na época de Sunflower, em 1970, e "Ding Dang", que foi co-escrita com o líder do The Byrds, Roger McGuinn, foi gravada no final de 1973. "Good Time" é uma inclusão especialmente estranha porque, ao contrário do resto de Love You, apresenta a voz original e doce do Brian de antes e que foi perdida numa névoa de uso de tabaco e cocaína. Com efeito, percebe-se em outras faixas do disco que a voz de Brian está tão debilitada que se torna difícil, a uma primeira audição, distingui-la da de seu irmão, também recém-rouca, Dennis Wilson.
Uma trilogia de canções de amor, "The Night Was So Young", "I'll Bet He's Nice" e "Let's Put Our Hearts Together" (com Marilyn Wilson, esposa de Brian na época) foi uma volta aos temas do Pet Sounds, mas sem se aproximar de sua sofisticação.
Considerado por alguns como o último grande álbum dos The Beach Boys e por outros como “difícil de engolir”, Love You foi lançado logo após ser anunciado o fechamento do negócio da banda com a CBS Records (atual Sony Music), o que fez a Reprise Records fazer pouca promoção do álbum. Isso, aliado ao advento do punk e da disco music, tornou o disco mal sucedido.
Culminando em um decepcionante # 53, nos Estados Unidos (e um melhor # 28 Reino Unido), Love You foi logo esquecido pelo público. No entanto, muitos fãs de Brian Wilson continuam a reivindicar para ele uma beleza estranha e alto nível de criatividade musical, tanto que o álbum era considerado o último grande disco do The Beach Boys até o lançamento de
That's Why God Made the Radio, em 2012.
O líder do R.E.M, Peter Buck, disse no encarte de relançamento do álbum que este é o seu disco preferido do The Beach Boys. Nos últimos anos, Brian Wilson disse que este é seu álbum preferido de sua banda.

## Faixas
Todas as canções são de Brian Wilson, exceto onde indicado.
Lado A
1. "Let Us Go On This Way" (Brian Wilson/Mike Love) – 1:58
  - Carl Wilson e Mike Love nos vocais principais
2. "Roller Skating Child" – 2:17
  - Mike Love, Al Jardine e Brian Wilson nos vocais principais
3. "Mona" – 2:06
  - Dennis Wilson nos vocais principais
4. "Johnny Carson" – 2:47
  - Mike Love e Carl Wilson nos vocais principais
5. "Good Time" (Brian Wilson/Al Jardine) – 2:50
  - Al Jardine e Brian Wilson nos vocais principais
6. "Honkin' Down the Highway" – 2:48
  - Al Jardine nos vocais principais
7. "Ding Dang" (Brian Wilson/Roger McGuinn) – 0:57
  - Mike Love e Carl Wilson nos vocais principais

Lado B
1. "Solar System" – 2:49
  - Brian Wilson nos vocais principais
2. "The Night Was So Young" – 2:15
  - Carl Wilson nos vocais principais
3. "I'll Bet He's Nice" – 2:36
  - Dennis Wilson, Brian Wilson e Carl Wilson nos vocais principais
4. "Let's Put Our Hearts Together" – 2:14
  - Brian Wilson e Marilyn Wilson nos vocais principais
5. "I Wanna Pick You Up" – 2:39
  - Dennis Wilson e Brian Wilson nos vocais principais
6. "Airplane" – 3:05
  - Mike Love, Brian Wilson e Carl Wilson nos vocais principais
7. "Love Is a Woman" – 2:57
  - Mike Love, Brian Wilson e Al Jardine nos vocais principais

## Singles
1. - "Honkin' Down the Highway" b/w "Solar System" (Brother 1389), 30 de maio de 1977

## Novo álbum
No final de 1976, Brian Wilson queria dar seguimento a 15 Big Ones com o intitulado "New Album". O álbum era para ser composto por outtakes do 15 Big Ones, canções novas gravadas no final de 1976, e músicas das "gavetas" do grupo.
As canções do álbum seriam:
1. "My Diane"
2. "Marilyn Rovell"
3. "Hey Little Tomboy"
4. "Ruby Baby"
5. "You've Lost That Lovin' Feelin'"
6. "Sherry She Needs Me" (uma faixa de 1965 terminou com um vocal Brian)
7. "Come Go with Me" (diferente do lançado em  M.I.U. Album)
8. "Mony Mony"
9. "On Broadway"
10. "Sea Cruise"
11. "H.E.L.P. Is on the Way"
12. "Games Two Can Play"
13. "When Girls Get Together"

## Adult Child
Em 1977, Brian Wilson lançaria Adult Child, seu primeiro álbum solo, para acompanhar Love You, mas enfrentou oposição da banda e engavetou o projeto.
As faixas seriam:
1. "Life Is For The Living"
2. "Hey Little Tomboy"
3. "Deep Purple"
4. "H.E.L.P. Is On The Way"
5. "It's Over Now"
6. "Everybody Wants To Live"
7. "Shortenin' Bread"
8. "Lines"
9. "On Broadway"
10. "Games Two Can Play"
11. "It's Trying To Say"  (aka "Baseball")
12. "Still I Dream Of It"

Ambos os álbuns, inéditos, têm sido muito pirateados e completados com outras outtakes independente do período.